# Echrarda (delegación)
Echrarda es una delegación de la gobernación de Kairuán en Túnez. En abril de 2014 tenía una población censada de 27 518 habitantes.
Se encuentra ubicada en el centro del país, al sur de la capital, la ciudad de Túnez, y al oeste de la costa del mar Mediterráneo.